# Mirko Tratnik (inženir gozdarstva)
Mirko (Miroslav) Tratnik, slovenski inženir gozdarstva in strokovnjak za lesarstvo, * 16. november 1938, Celje. - u. januar 2018.

## Življenje in delo
Tratnik je leta 1963 diplomiral na oddelku za gozdarstvo, Biotehniške fakultete v ljubljani in prav tam leta 1983 tudi doktoriral. V letih 1964−1977 je bil zaposlen v Lesni industriji Nazarje. Leta 1977 se je zaposlil na oddelku za lesarstvo (BF) v Ljubljani, od 1984 kot izredni profesor in ga v začetku 90. let 20 .stol. tudi vodil. Tratnik se je v svojih raziskavah posvetil ekonomskim, tržnim, okoljskim, organizacijskim in kadrovskim vprašanjem v lesno predelovalnih dejavnostih. Objavil je več znanstvenih in stokovnih člankov.